# Ricardo Blanco Herrera
Ricardo Luis Hernán Blanco Herrera (Santiago, 13 de mayo de 1954) es un abogado y juez chileno, integrante de la Corte Suprema de Chile. El 18 de diciembre de 2023 fue elegido por sus pares como presidente del máximo tribunal por el periodo de dos años, el que se inició el 8 de enero de 2024.
Fue nombrado ministro del máximo tribunal  por medio del decreto N°386, de 2013, del Ministerio de Justicia, luego de su ratificación por el Senado.

## Trayectoria
Realizó sus estudios escolares en el Liceo de Aplicación de Santiago. Luego de haber estudiado filosofía e ingeniería comercial en la Universidad de Chile, ingresó en 1975 a la carrera de Derecho en la Facultad homónima de la misma casa de estudios, titulándose en 1986.
Inició su carrera judicial desempeñado labores en los tribunales 4°, 18° y 7° juzgados del Crimen de Santiago. El 6 de mayo de 1992 asumió como juez titular del 13° Juzgado del Crimen de Santiago. En 1996 se convirtió en relator titular en la Corte de Apelaciones de Santiago y en la Corte Suprema. En 1999 fue designado ministro de la Corte de Apelaciones de San Miguel.
El 6 de mayo de 2013, el entonces presidente Sebastián Piñera lo nominó para llenar la vacante provocada por la jubilación de la ministra Sonia Araneda, requiriendo la aprobación del Senado para su designación, de acuerdo con lo dispuesto en el artículo 80 de la Constitución Política de Chile. La Cámara Alta otorgó su aprobación en su sesión del día 14 de mayo del mismo año, por la unanimidad de los senadores presentes en esa sesión. Su designación se materializó en el decreto N° 386, de 6 de junio de 2013, del Ministerio de Justicia, asumiendo su cargo en esa misma data.
En su desempeño como ministro estuvo encargado de la Unidad de Reforma Procesal Laboral entre 2014 y 2016. Entre 2016 y 2017 fue miembro del Consejo Superior de la Corporación Administrativa del Poder Judicial y fue Coordinador Nacional de Causas por violaciones a los Derechos Humanos entre 2018 y 2021.
El 18 de diciembre de 2023 fue electo por sus pares para desempeñar la función de Presidente de la Corte Suprema de Chile por el periodo que se inicia el 8 de enero de 2024.